# Helicoverpa fletcheri
Helicoverpa fletcheri is een vlinder uit de familie uilen (Noctuidae). De wetenschappelijke naam van deze soort is voor het eerst geldig gepubliceerd in 1965 door Hardwick.
De soort komt voor in tropisch Afrika.